# Jerome W. Conn
Jerome W. Conn (New York, 24 september 1907 – Naples (Florida), 11 juni 1994) was een Amerikaans endocrinoloog die het bekendst is door zijn beschrijving van een bepaalde vorm van primair hyperaldosteronisme, naar hem het syndroom van Conn genoemd.
Conn werd geboren in New York en studeerde drie jaar aan de Rutgers Universiteit alvorens hij in 1928 overstapte naar de medical school van de Universiteit van Michigan in Ann Arbor. Door gevolgen van de Grote Depressie van 1929 werd het voor zijn familie moeilijk zijn studie te betalen. Zijn zussen slaagden erin deze te bekostigen uit hun salaris als secretaresse.
Conn studeerde in 1932 cum laude af en richtte zich eerst op een assistentschap chirurgie om later over te stappen op de interne geneeskunde. Hij werkte onder Louis H. Newburg op de Division of Clinical Research aan de relatie tussen obesitas en niet-insulineafhankelijke diabetes mellitus. Hij ontdekte een terugkeer naar een normale koolhydraattolerantie na het bereiken van een normaal gewicht bij twintig van de een-en-twintig onderzochte personen.
Conn werd in 1935 fellow en in 1938 assistent hoogleraar.
Vanaf 1943 kreeg Conn de leiding over de Division of Endocrinology en deed hij onderzoek naar problemen die de militairen in de Stille Zuidzee hadden met het klimaat. Uit zijn onderzoek bleek bij toenemende warmte een duidelijk daling in de uitscheiding van natrium via zweet, urine en speeksel.
Tijdens een lezing voor de Society of Clinical Research op 29 oktober 1954 presenteerde Conn de casus van een 34-jarige vrouw met sinds zeven jaar perioden van spierzwakte in de onderbenen, tot vrijwel verlamming, met episoden van spierspasmen en kramp in de handen. Bij onderzoek had Conn verhoogde aldosteronspiegels gevonden die veroorzaakt bleken door een aldosteronproducerend bijnieradenoom. Hij noemde dit beeld daarom primair hyperaldosteronisme. Na wegneming van de bijnier met het adenoom herstelde de patiënte. Later werd dit ziektebeeld naar hem  "syndroom van Conn" genoemd.
In totaal heeft Conn 284 artikelen en hoofdstukken in boeken op zijn naam staan. Zijn kliniek was jarenlang toonaangevend in het onderzoek naar hyperaldosteronisme.
In 1968 werd hij benoemd tot L. H. Newburgh Distinguished University Professor; andere eerbetonen vielen hem ten deel. Hij was lid van twaalf landelijk opererende  instituten. Conn werd vooral ook geprezen vanwege zijn manier waarop hij anderen stimuleerde om onderzoek te doen.
Hij ging in 1974 met pensioen.

## Referentie
- Who Named It?; Jerome W. Conn